# Wrath of the Demon
Wrath of the Demon est un jeu vidéo d'action développé par Abstrax, sorti en 1990 sur Amiga. Il a été adapté sur Atari ST, DOS, Commodore 64 la même année.

## Système de jeu
Wrath of The Demon est un jeu d'action qui illustre l'histoire d'un sorcier nommé Anthrax, qui invoque la fureur d'un démon (d'où le titre) afin de détruire le Roi en place, et de récupérer son royaume. Malheureusement, le démon se rebiffe contre le sorcier, et le tue en le traitant de misérable ver. Il lâche ensuite ses hordes maudites sur le royaume qui se voit anéanti. Plusieurs décennies s'écoulèrent, et le souvenir du royaume détruit s'envola comme poussière au vent.
Au bout d'un certain temps, des hommes vinrent s'établir dans le royaume abandonné, et en érigèrent un nouveau, dirigé par un autre roi. Le démon lui poursuivait son sommeil tout en gardant un œil ouvert sur les nouveaux habitants. Jusqu'au jour ou le royaume eu la taille de l'ancien qui avait été anéanti. Le démon se prépare à nouveau à commettre le même méfait.
Vous incarnez un voyageur témoin de l'assassinat d'un messager par un monstre du démon qui portait un parchemin royal. Une fois rendu au château, vous faites part au Roi de la terrible nouvelle qui menace le royaume, vous partez livrer bataille contre le démon.
le jeu se déroule dans un monde médiéval-fantastique. Si vous délivrez le royaume, le Roi vous donnera en mariage sa fille. L'aventure se déroule à dos de cheval et principalement à pied. Le héros traverse des environnements naturels peuplés de créatures et de pièges mortels. Le jeu propose 9 niveaux.

## Développement
Pierre Proulx et Martin Ross ont créé la version Amiga originale et PC (DOS), avec Claude Pelletier et Stéphane Ross pour les graphismes et David Whittaker pour la partie sonore.
Supporté par Michel Cadorette pour le matériel et autres. Le développement de la version originale sur Amiga a été effectué à Trois-Rivières, Québec, Canada dans le sous-sol de Pierre Proulx.
Ralf Doewich, Ulrich Doewich et David Whittaker ont réalisé les conversions sur Atari ST .